# V Giochi dell'Estremo Oriente
I Giochi dell'Estremo Oriente 1921, quinta edizione della manifestazione, si tennero a Shanghai, Cina, nel maggio e giugno 1921.

## I Giochi

### Sport
- Atletica leggera
- Baseball
- Calcio
- Nuoto
- Pallacanestro
- Pallavolo
- Tennis

## Nazioni partecipanti
- Cina
- Filippine
- Giappone

## Medagliere[1]
| # | Nazione   | Oro | Argento | Bronzo | Totale |
| - | --------- | --- | ------- | ------ | ------ |
| 1 | Filippine | 5   | 2       | 0      | 7      |
| 2 | Cina      | 3   | ?       | ?      | ?      |
| 3 | Giappone  | 0   | ?       | 1+     | ?      |